# David Grossmann
Pour les articles homonymes, voir David Grossman.
David Grossmann, né le 27 août 1972 à Papeete (Tahiti), est un ancien footballeur français, qui évoluait au poste de défenseur. Il est désormais entraîneur au Montreuil-Juigné Béné Football.

## Palmarès
- Championnat de France de National 1
  - Vainqueur : 1995